# Свети Атанасий (Тополница)
Вижте пояснителната страница за други значения на Свети Атанасий.
„Свети Атанасий Велики“ или „Свети Атанас“ (на македонска литературна норма: „Свети Атанасиј“, „Свети Атанас“) е възрожденска църква в поречкото село Тополница, Република Македония. Църквата е част от Бродското архиерейско наместничество на Дебърско-Кичевската епархия на Македонската православна църква – Охридска архиепископия.
Църквата е главен храм на селото. Разположена е в северозападната му част, зад училището и е гробищен храм. Построена е в 1872 година. На унищожения ктиторски надпис обаче пише 1899 година.
- Ктиторският надпис
- Камбанарията
- Стенопис на Свети Атанасий над входа